# Siltaluovanlompolo
Siltaluovanlompolo eller Siltaluovanlompola en sjö i Finland. Den ligger i kommunen Enare i landskapet Lappland, i den norra delen av landet, 1 000 km norr om huvudstaden Helsingfors. Joutsenlompolo ligger 145,8 meter över havet. Arean är 21,3 hektar och strandlinjen är 3,9 kilometer lång. Sjön  ingår i Pasvik älvs huvudavrinningsområde. 